# Fuerzas de Acciones Especiales
Las Fuerzas de Acciones Especiales (FAES) fue un comando estratégico de la Policía Nacional Bolivariana (PNB) de Venezuela, creado en abril de 2016 durante el primer mandato del presidente Nicolás Maduro, en el marco de la crisis nacional. Posteriormente en 2024, fue transformado en la Dirección de Acciones Estratégicas y Tácticas (DAET).
Las denuncias de ONG locales y de organismos internacionales contra la Operación de Liberación del Pueblo obligaron a la presidencia de Nicolás Maduro a abandonar la política de seguridad, pero mantuvo su dinámica con un nuevo cuerpo de seguridad, las Fuerzas de Acciones Especiales (FAES). Según Luis Izquiel, especialista en seguridad ciudadana, las FAES resultaron "iguales o peores en materia de violación a los derechos fundamentales”.
Entre mayo y noviembre de 2017, de los 403 homicidios en los que participaron los cuerpos de seguridad del Estado en el Área Metropolitana de Caracas, 124 (31 %) fueron atribuidos a las FAES, que a su vez son las responsables de 62 % de las muertes cometidas por la PNB Las FAES han sido señaladas de ser un instrumento político del presidente Nicolás Maduro, y de represión a opositores, así como ser calificada como un grupo de exterminio.

## Historia
Las denuncias de ONG locales y de organismos internacionales contra la Operación de Liberación del Pueblo obligaron a la administración de Maduro a abandonar la política de seguridad, pero mantuvo su dinámica con un nuevo cuerpo de seguridad, las Fuerzas de Acciones Especiales (FAES). Según Luis Izquiel, especialista en seguridad ciudadana, las FAES resultaron "iguales o peores en materia de violación a los derechos fundamentales”.

El 15 de enero de 2018 la FAES participó en la Operación Gedeón en la que fueron ejecutados de forma extrajudicial nueve personas dentro de los cuales dos personas serían una mujer embarazada y un niño de 10 años El 10 de febrero de 2019, el presidente de Venezuela, Nicolás Maduro, envía a 700 policías de las FAES a la frontera con Colombia con el fin de impedir ayuda humanitaria de los Estados Unidos. 

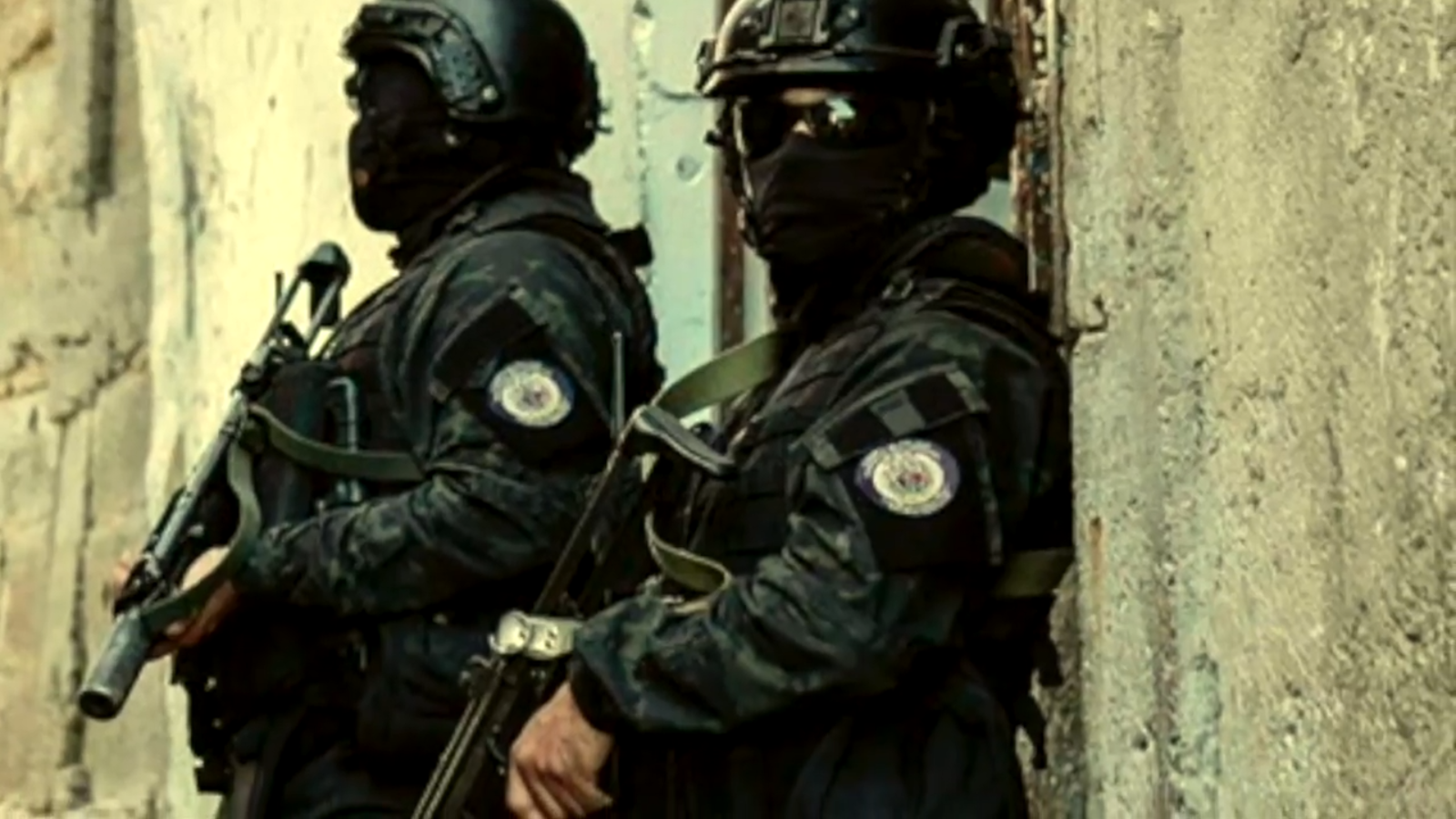
Funcionarios de las FAES.

La mañana del 8 de enero de 2021, comisiones de la Policía Nacional Bolivariana (PNB), de las Fuerzas de Acciones Especiales (FAES) y del Comando Nacional Antiextorsión y Secuestro (CONAS) tomaron La Vega, sector en el suroeste de Caracas.
Según periodistas de investigación y organizaciones no gubernamentales, el saldo de fallecidos que dejó el operativo policial ascendía hasta 23. Según fuentes policiales, todas las víctimas tenían antecedentes penales o registros policial, pero familiares afirman que a muchos los sacaron arrestados tras allanar sus casas, frente a testigos, y después aparecieron muertos. Testigos afirman que varios de los fallecidos estaban vivos al momento del arresto y luego sus familiares tuvieron que reconocerlos en la morgue de Bello Monte.
El 12 de julio de 2021 las Fuerzas de Acciones Especiales (FAES) utilizó el acoso para tratar de detener al político venezolano Juan Guaidó en su residencia, muchos políticos y ciudadanos denunciaron la presencia de las Fuerzas de Acciones Especiales en su residencia. Fabiana Rosales, esposa de Juan Guaidó, denunció que Funcionarios del grupo élite (FAES) de la Policía se encontraban en su residencia para detenerlo, también destacó que dispararon dentro de su residencia. “El amedrentamiento nunca nos ha detenido”, dijo Juan Guaidó a periodistas que estaban en la puerta de su residencia, donde se concentró también un pequeño grupo de simpatizantes para protestar por el posible arresto. El opositor, que indicó que no lo detuvieron gracias a la presencia de los vecinos y la prensa, explicó que los funcionarios policiales que intentaron apresarlo no tenían ningún tipo de identificación por lo que calificó el intento de detención como un “secuestro”.
Ese mismo día detuvieron al político venezolano Freddy Guevara, se presume que fue detenido por el Servicio Bolivariano de Inteligencia Nacional (SEBIN). El dirigente político transmitió a través de su cuenta en Instagram el momento en el que era abordado por dos camionetas con agentes vestidos de negro. Guevara dijo que si se lo llevaban, sería a la fuerza. El general retirado del ejército venezolano Carlos Peñaloza Zambrano tachó a las FAES de ser la «Gestapo venezolana». En mayo de 2022 es renombrada como la Dirección Contra la Delincuencia Organizada (DCDO).sin embargo, en julio de 2022 la vuelven a renombrar como Dirección de Acciones Estratégicas y Tácticas (DAET), sin embargo a inicios de 2023 volvieron a cambiarle el nombre, ahora a Unidad Contra Terrorismo y Subversión (UCTS) el cual es su nombre actual.
El 19 de octubre de 2024 fallece el Tcnel Coronel Rafael Enrique Bastardo Mendoza de un infarto, exdirector de las extintas Fuerzas de Acciones Especiales (actual DAET) uno de los operadores que dirigió la Operación Gedeón (2018) contra Óscar Alberto Pérez cuando ocupaba el cargo de Mayor, junto al Mayor de la DGCIM Alexander Granko Arteaga. Rafael Bastardo fue sancionado por Estados Unidos el 15 de febrero de 2019 por abusos de derechos humanos, represión y corrupción. Fue expulsado después por su participación en la Operación Libertad, fue sancionado por Reino Unido en diciembre de 2020 por violar Derechos Humanos.

## Composición
Las Fuerzas de Acciones Especiales, está compuesta por las siguientes unidades y direcciones:
1. Unidad de Operaciones y Tácticas Especiales (U.O.T.E)
2. Dirección de Inteligencia y Estrategia  (D.I.E)
3. Dirección Nacional Antidrogas (D.N.A)
4. Dirección Contra la Delincuencia Organizada (D.C.D.O)
5. Dirección Antiextorsión y Secuestro (D.A.E.S)
6. Dirección de Investigaciones Penales (D.I.P)
7. Unidad de Operaciones Caninas (K.9)

## Ejecuciones extrajudiciales
Entre mayo y noviembre de 2017, de los 403 homicidios en los que participaron los cuerpos de seguridad del Estado en el Área Metropolitana de Caracas, 124 (31%) fueron atribuidos a las FAES, que a su vez son las responsable de 62% de las muertes cometidas por la PNB. Las FAES han sido señaladas de ser un instrumento político del presidente Nicolás Maduro, así como recibir acusaciones de ser un grupo de exterminio y represión a opositores. El general retirado del ejército venezolano Carlos Peñaloza Zambrano tachó a las FAES de ser la «Gestapo venezolana».
En 2019 Michelle Bachelet, la Alta Comisionada para los Derechos Humanos de las Naciones Unidas, le solicitó a la administración de Nicolás Maduro que disolviera las FAES, y durante su actualización de la situación en septiembre lamentó que en vez de disolver al cuerpo y evitar ejecuciones extrajudiciales haya optado por reafirmar su apoyo al cuerpo. A 16 meses de la solicitud, el gobierno se había negado a disolver el ente.
El 21 de agosto de 2020 los periodistas Andrés Eloy Nieves Zacarías y Víctor Torres son asesinados por las FAES.en la sede del canal Guacamaya TV. Luis Abraham Verde Ruiz joven de 22 años fue detenido por investigaciones, por el FAES el 16 de julio de 2021 con una orden de allanamiento, fue torturado y lo dejaron sin vida.
El 20 de septiembre de 2021 muere durante una persecución vehicular un exmiembro del FAES Alejandro Olivares después de recibir varios impactos de bala en la autopista Regional del Centro, en el estado de Miranda (Venezuela), quien fuera expulsado en mayo de 2020 con otros dos venezolanos de Colombia acusados de espionaje, lo extraño está que era perseguido por el CICPC por un delito de secuestro ocurrido en el 2012 pero que no fue detenido durante su entrega en la frontera en 2020 Olivares venía espiando desde mayo de 2020 en Colombia al diputado opositor Hernán Alemán quien murió posteriormente de covid.
El 1 de octubre de 2021 detienen a dos funcionarios del FAES Wilian Ortega y César Freitas  por ser responsables por delitos de homicidio calificado, uso indebido de armas y agavillamiento, gracias a un video publicado en redes sociales, sin embargo este hecho había sido registrado como un enfrentamiento a sujetos desconocidos, muy distinto a lo que se ve en el video. (ver Enlaces externos)

## En la cultura popular
El documental Colateral de 2019, dirigido por la periodista venezolana Lucrecia Cisneros, explora las consecuencias de las ejecuciones extrajudiciales en Venezuela por parte de las fuerzas de seguridad, incluidas las FAES.